# MPM Erelis
L'Erelis (anciennement PS 160) est la première automobile produite par le constructeur automobile français MPM Motors à partir de 2016.

## Présentation
Originellement nommée « PS160 », MPM renomme son coupé « Erelis » en août 2018. L'Erelis est le premier modèle d’une gamme de véhicules développés par MPM Motors dans le but de proposer une voiture aux lignes sportives et à un prix abordable. Erelis signifie « aigle » en lituanien, et les futurs modèles porteront aussi le nom d’Aigle dans des langues différentes à l'avenir.
Durant sa genèse et pour les modèles de pré-série, la MPM PS160 reçoit un moteur essence Mitsubishi Orion (4G18S) 1,6 litre de 100 ch.
Puis, à la suite de la signature d'un accord avec PSA, elle est équipée du moteur PSA 3 cylindres 1,2 litre turbocompressé de 130 ch, afin de passer sous la barre des 150 g/km de CO2,, accouplé à la boîte de vitesses à 6 rapports du constructeur au lion. Ce passage au moteur Peugeot-Citroën s'accompagne de son changement de nom.
D'abord annoncée au prix de lancement de 9 990 €, la PS160 de pré-série est ensuite affichée à 12 990 €. Le changement de moteur pour le 3 cylindres turbo PSA entraîne une augmentation du tarif, et l'Erelis 1,3 L s'échange contre 16 490 €, tandis que sa garantie passe de 3 ans et 100 000 km à 2 ans et 200 000 km.[réf. souhaitée]
L'Erelis est exposée au public lors des Grandes Heures Automobiles en septembre 2018.

MPM Erelis aux Grandes Heures Automobiles 2018
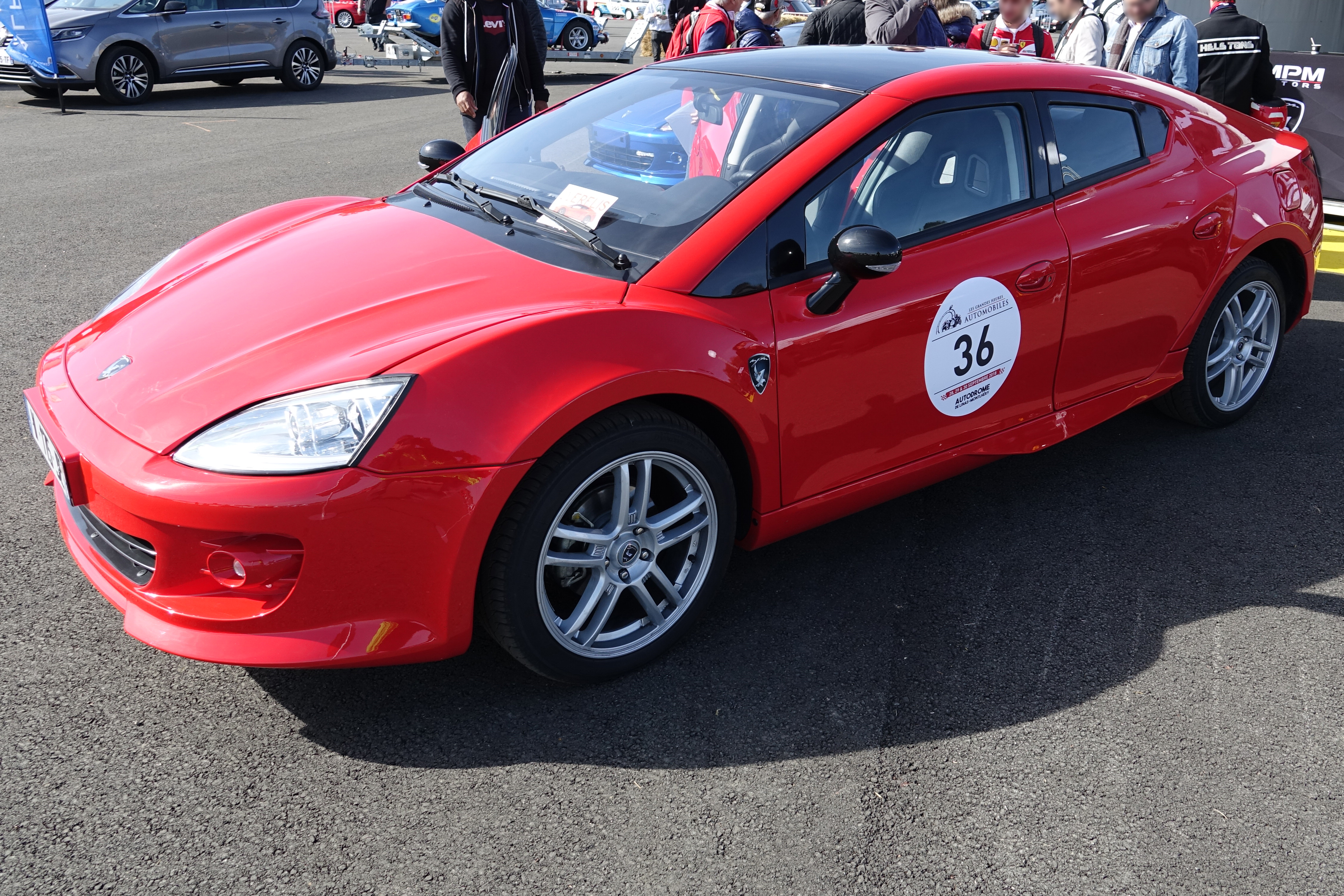
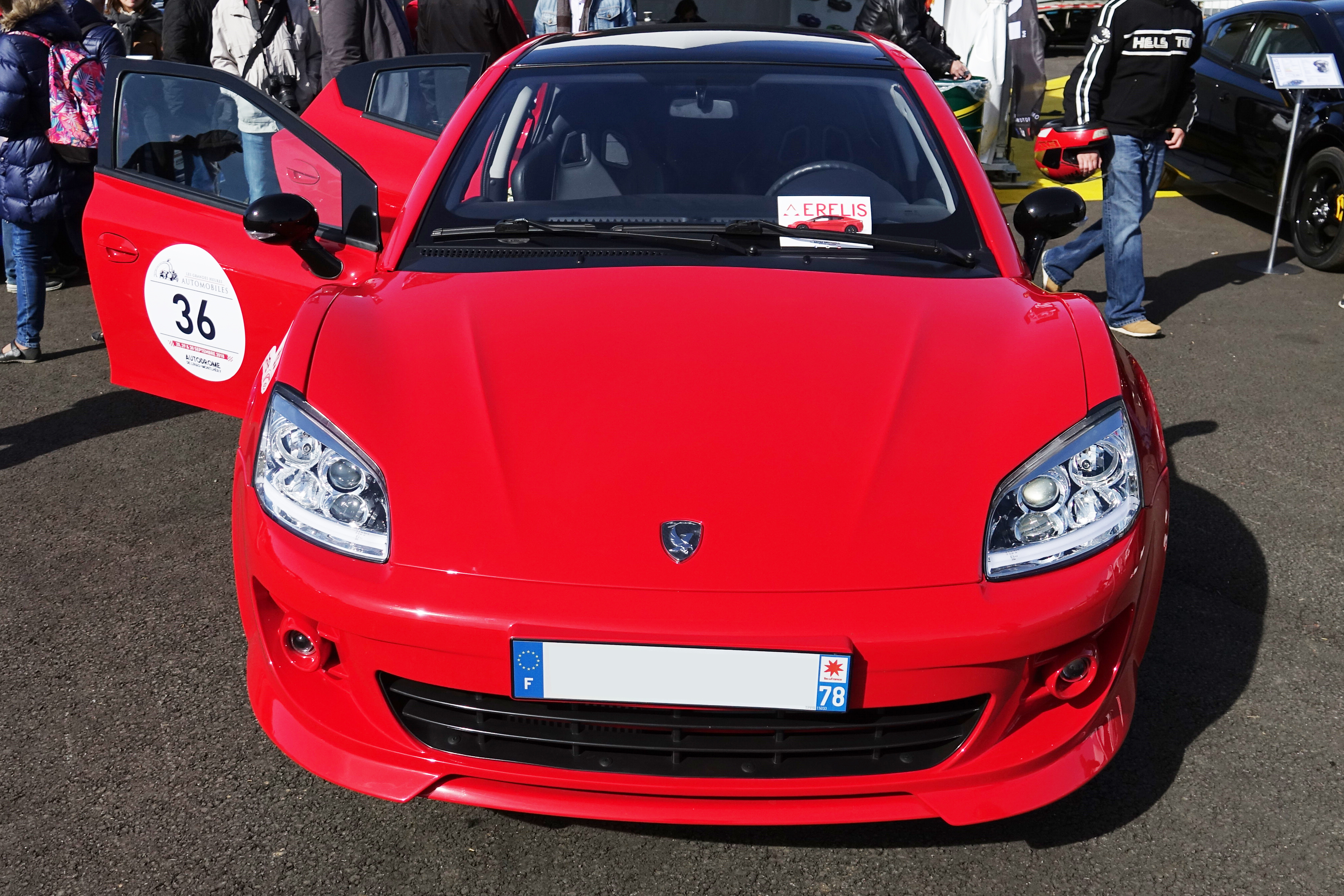
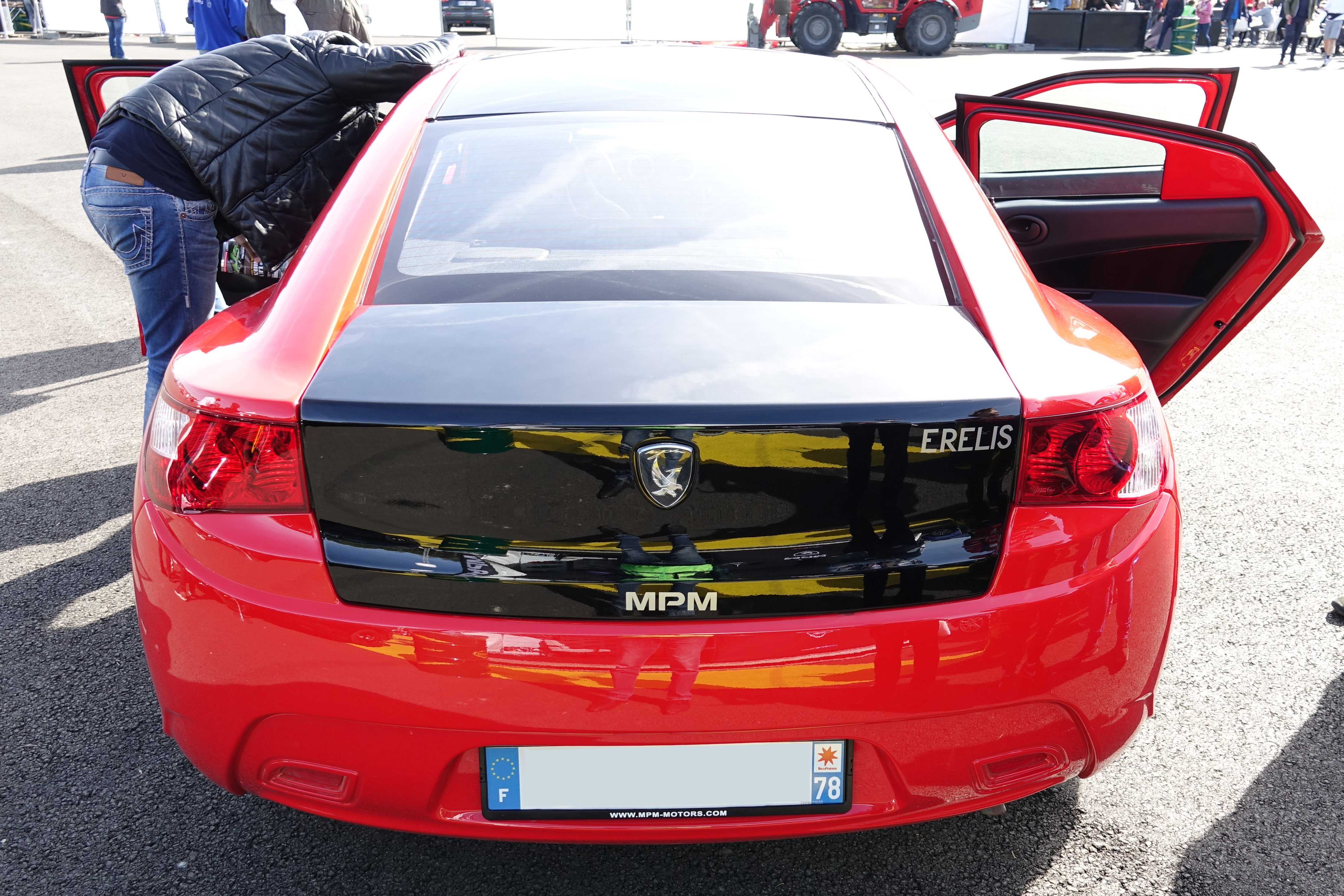
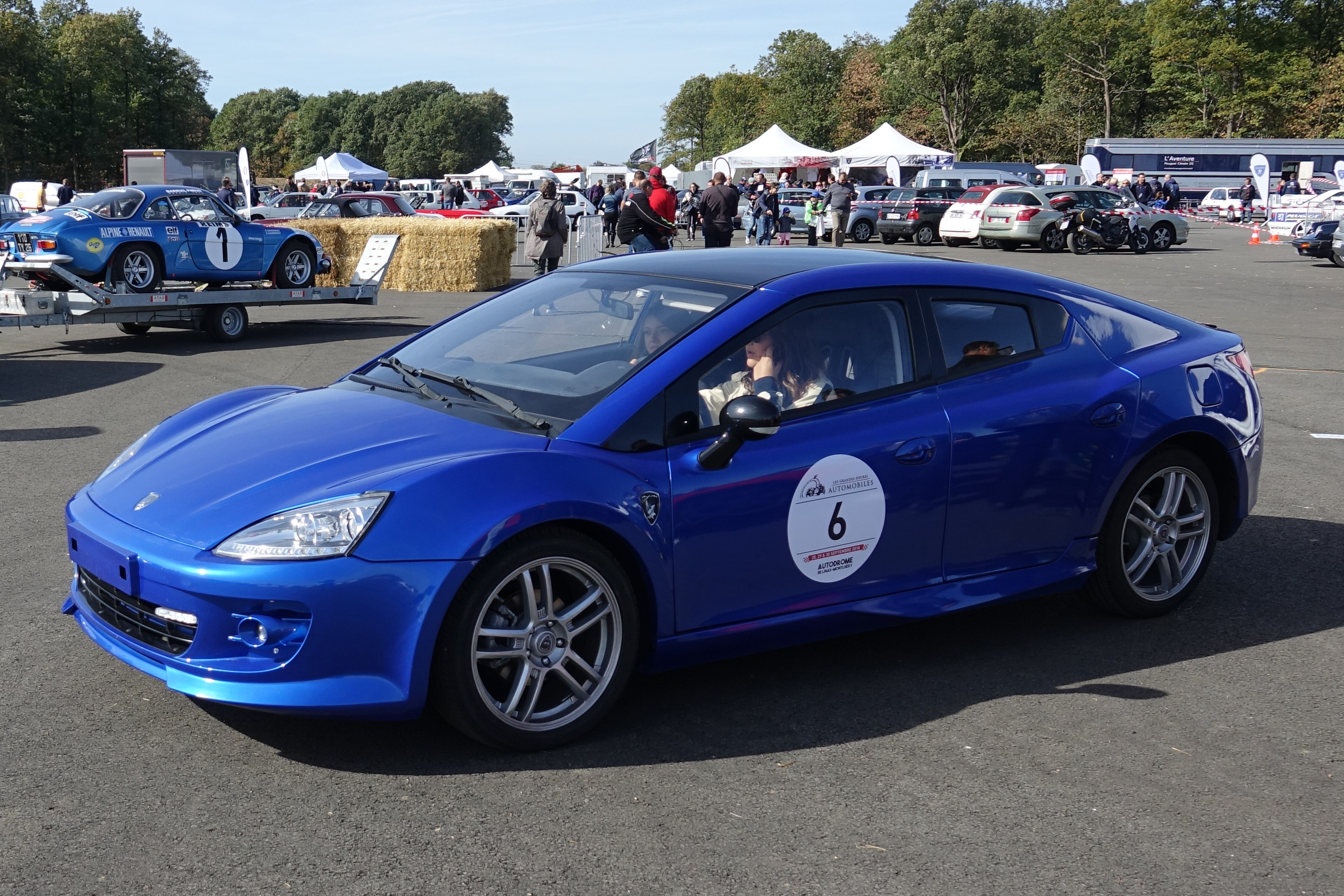
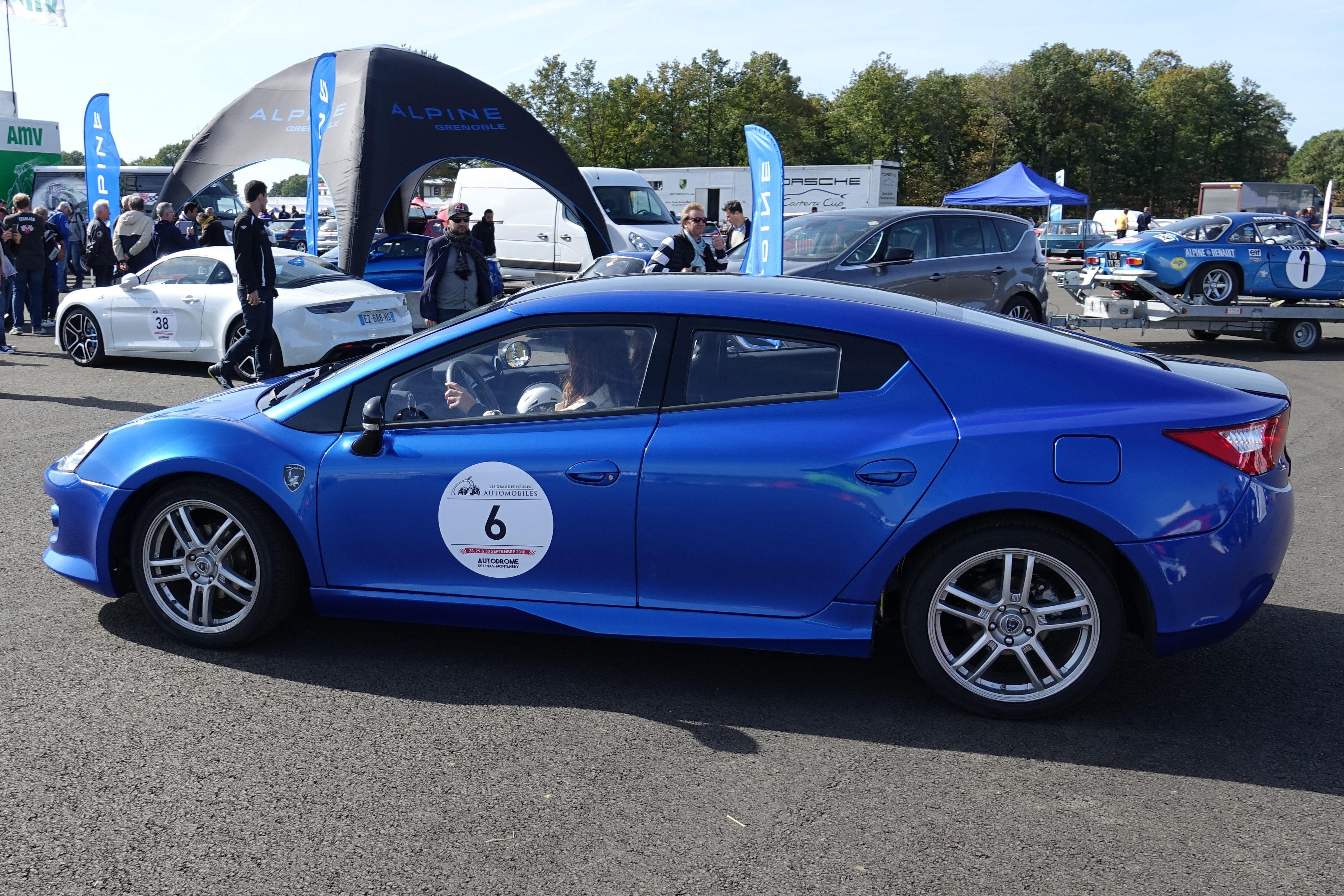
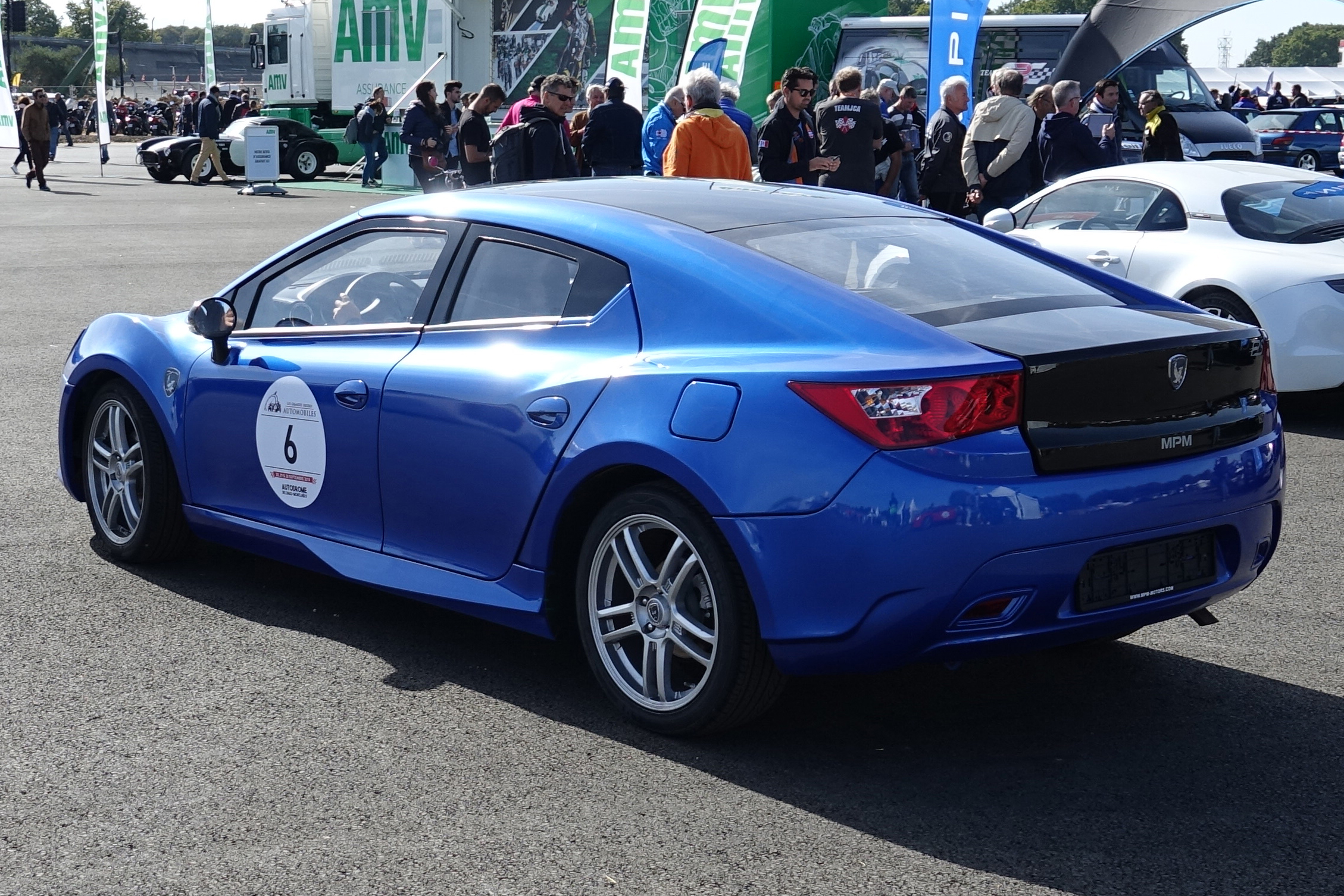
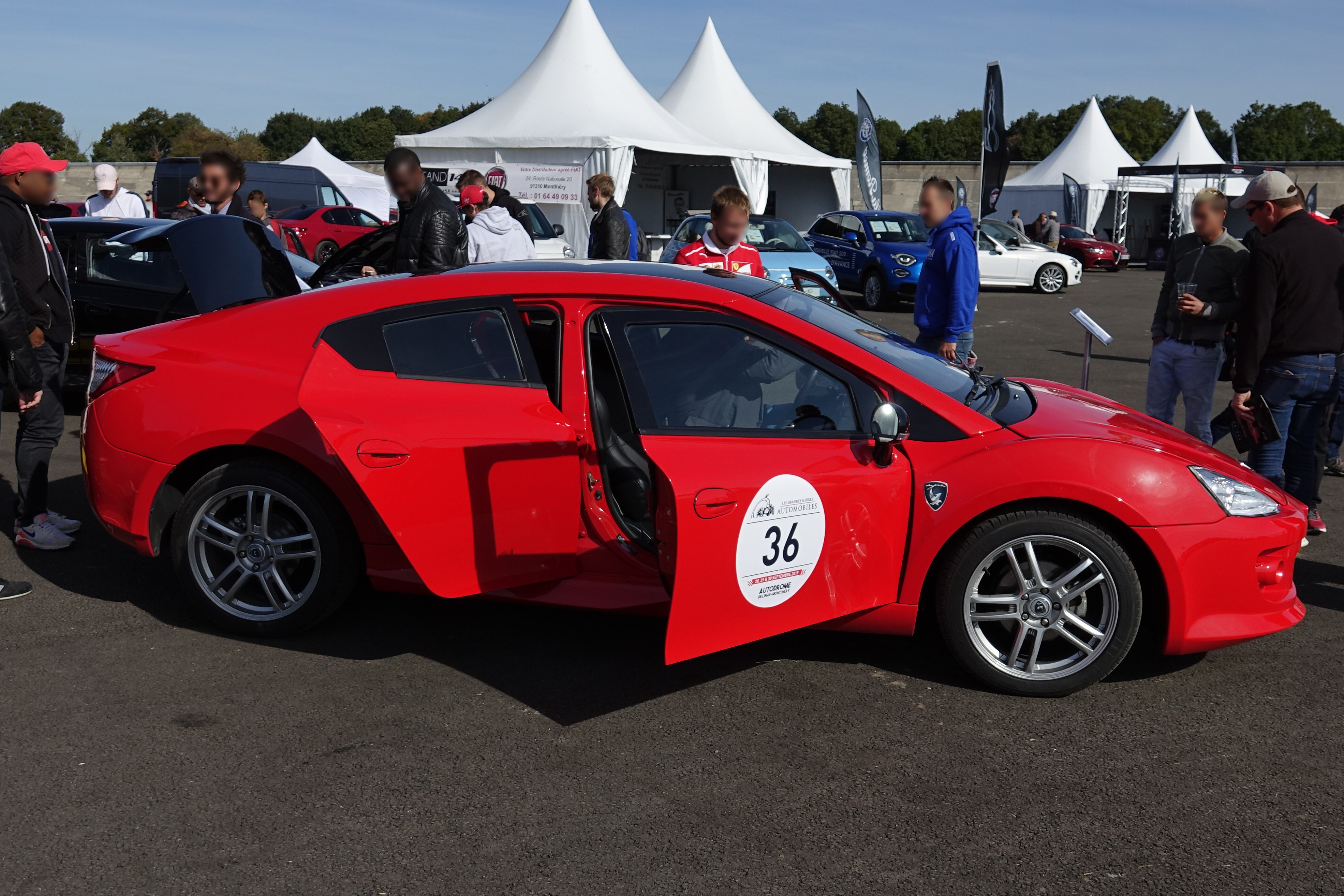
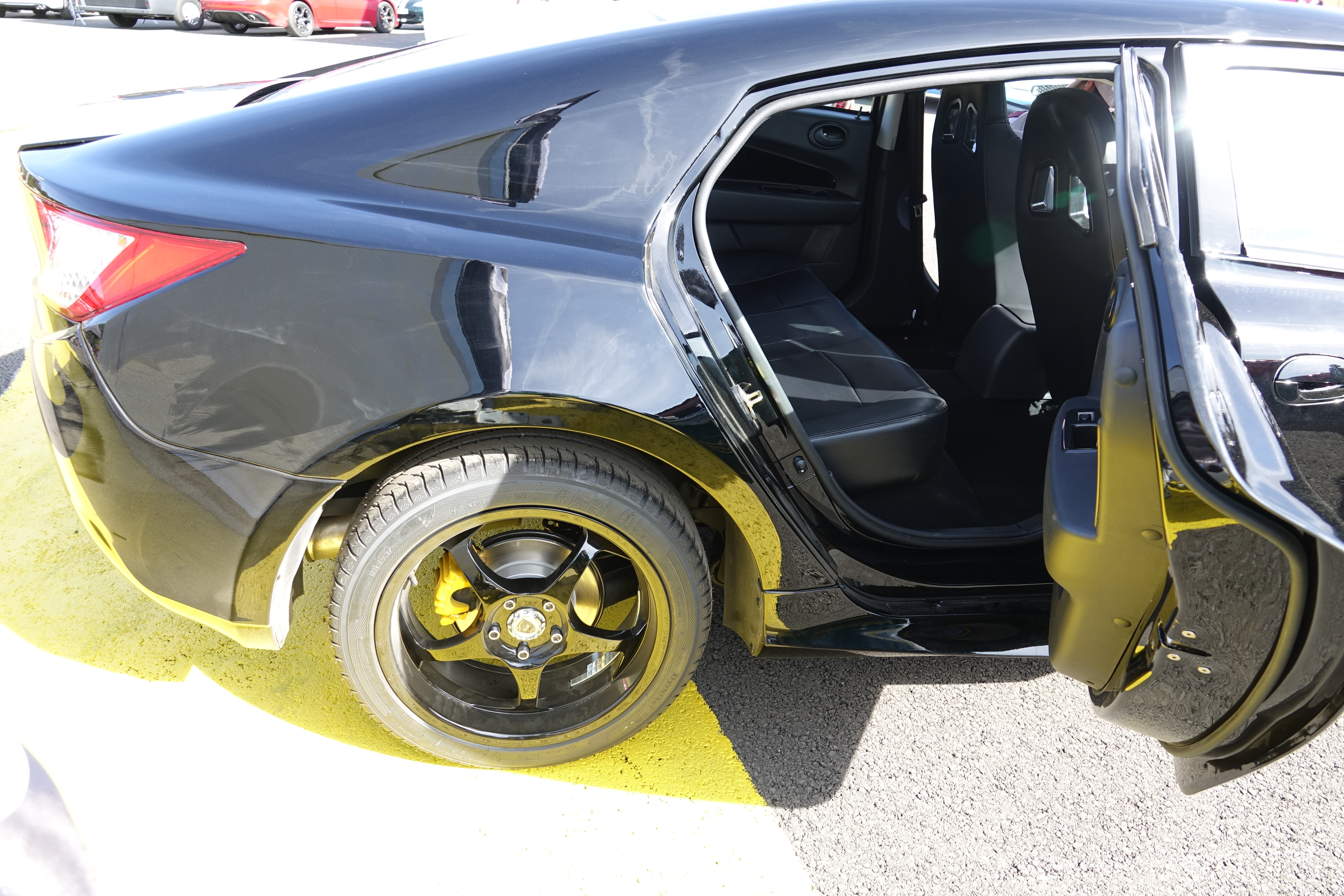
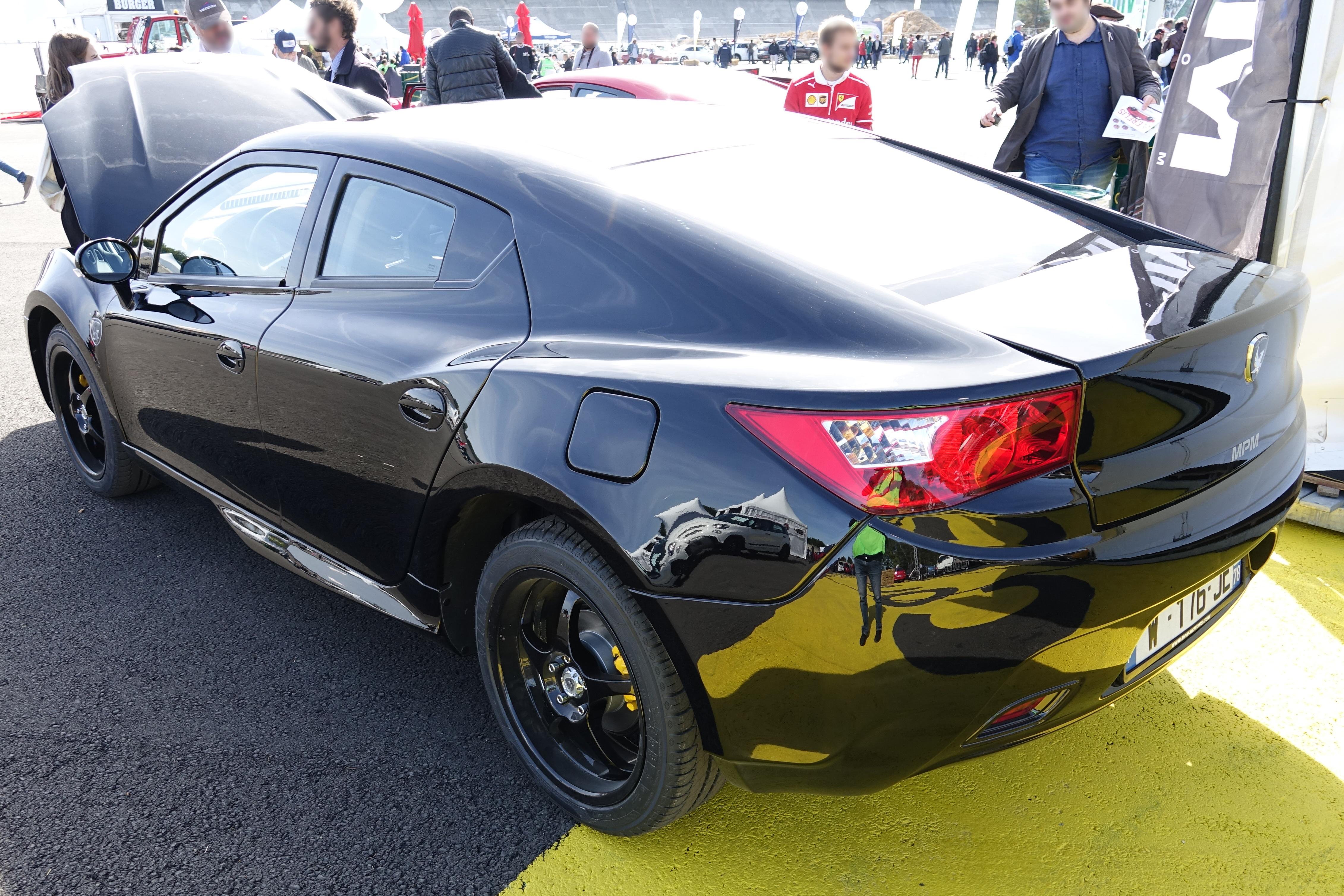
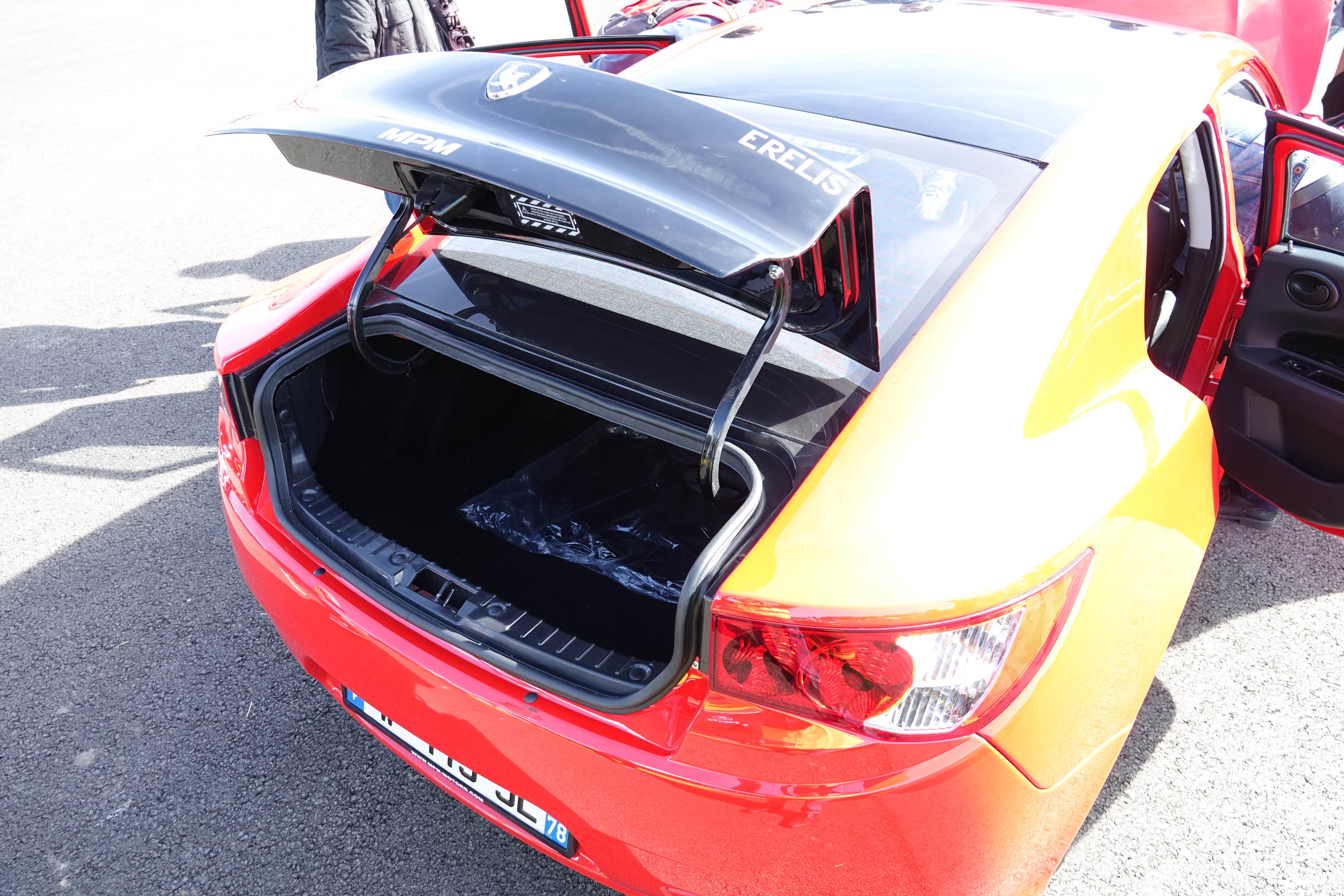

## Caractéristiques
L'Erelis est construite sur un châssis tubulaire et reçoit une carrosserie composite, des freins à disques, hydrauliques à double circuit avec ABS.
Elle est équipée de jantes de 18 pouces.

### Motorisations
|                              | (pré-série) PS 160                    | (série) Erelis                   |
| ---------------------------- | ------------------------------------- | -------------------------------- |
| Moteur                       | 4 cylindres en ligne Mitsubishi 4G18S | 3 cylindres en ligne PSA EB2ADTS |
| Admission                    | Atmosphérique                         | Turbocompressé                   |
| Carburant                    | Essence                               | Essence                          |
| Cylindrée (cm3)              | 1 584                                 | 1 199                            |
| Puissance maximale ch (kW)   | 100 (73)                              | 130 (96)                         |
| Couple maximal (N m)         | 138                                   | 230                              |
| au régime de (tr/min)        | 3 000                                 | 1 750                            |
| Boîte de vitesses            | Mécanique 5 rapports                  | Mécanique 6 rapports             |
| Vitesse maximale (km/h)      | NC                                    | NC                               |
| 0-100 km/h (s)               | NC                                    | NC                               |
| Consommation (en L/100 km)   | 7,2                                   | NC                               |
| Émissions de CO2 (g/km)      | 158                                   | 119                              |
| Capacité du réservoir (en L) | 55                                    | 55                               |
| Masse à vide (kg)            | 1 225                                 | 1 225                            |
| Norme environnementale       | Euro 6                                | Euro 6.2                         |

NC : non connu

### Finition
La MPM Erelis ne propose qu'une finition avec l'équipement suivant :
- Alarme anti-intrusion ;
- Climatisation ;
- Feux de jour à LED ;
- Jantes aluminium 18 pouces ;
- Rétroviseurs chauffants ;
- Sièges baquets Sports ;
- Système audio HiFi MP3 4HP ALPINE Audio USB.

Intérieur de la MPM Erelis
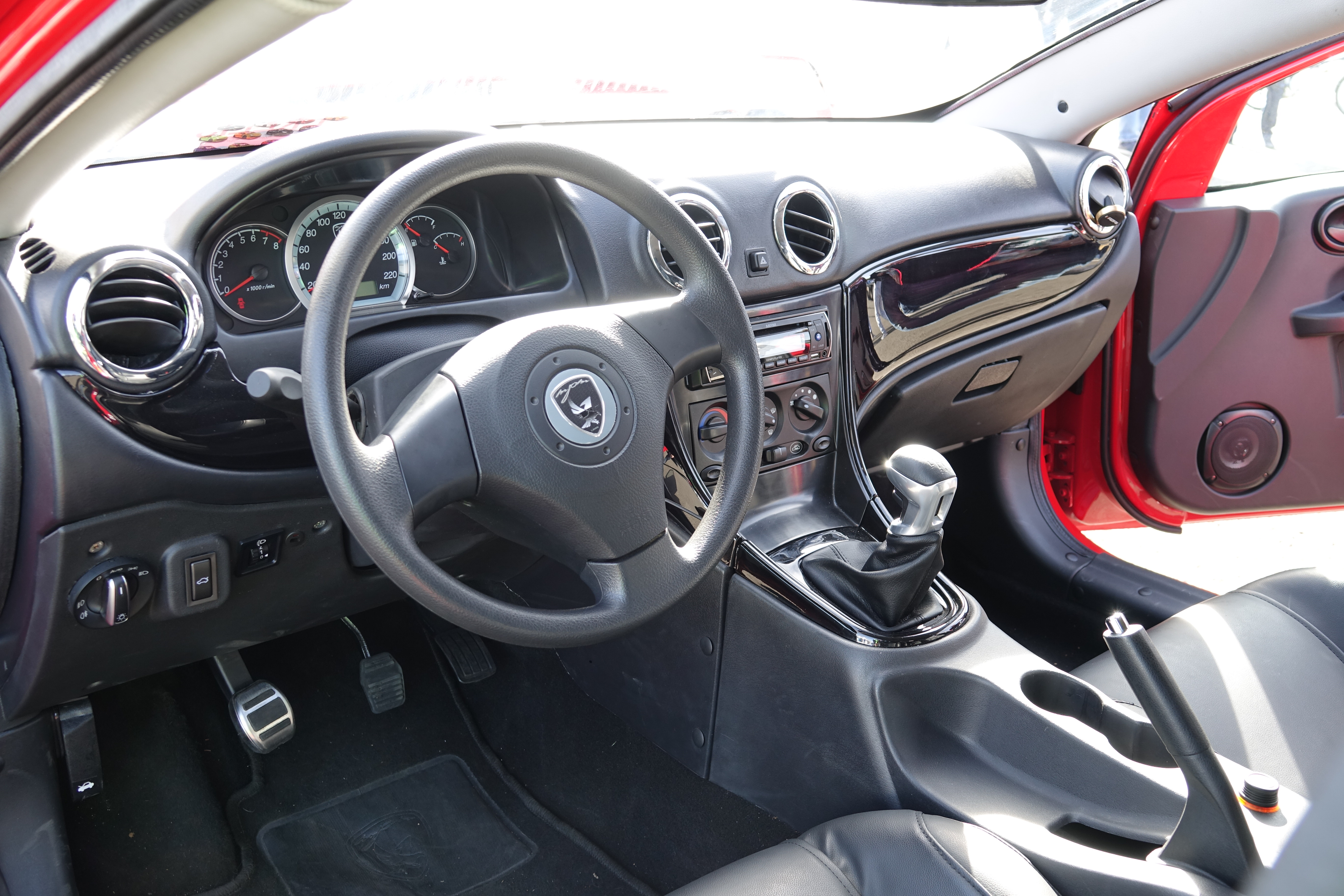
Planche de bord
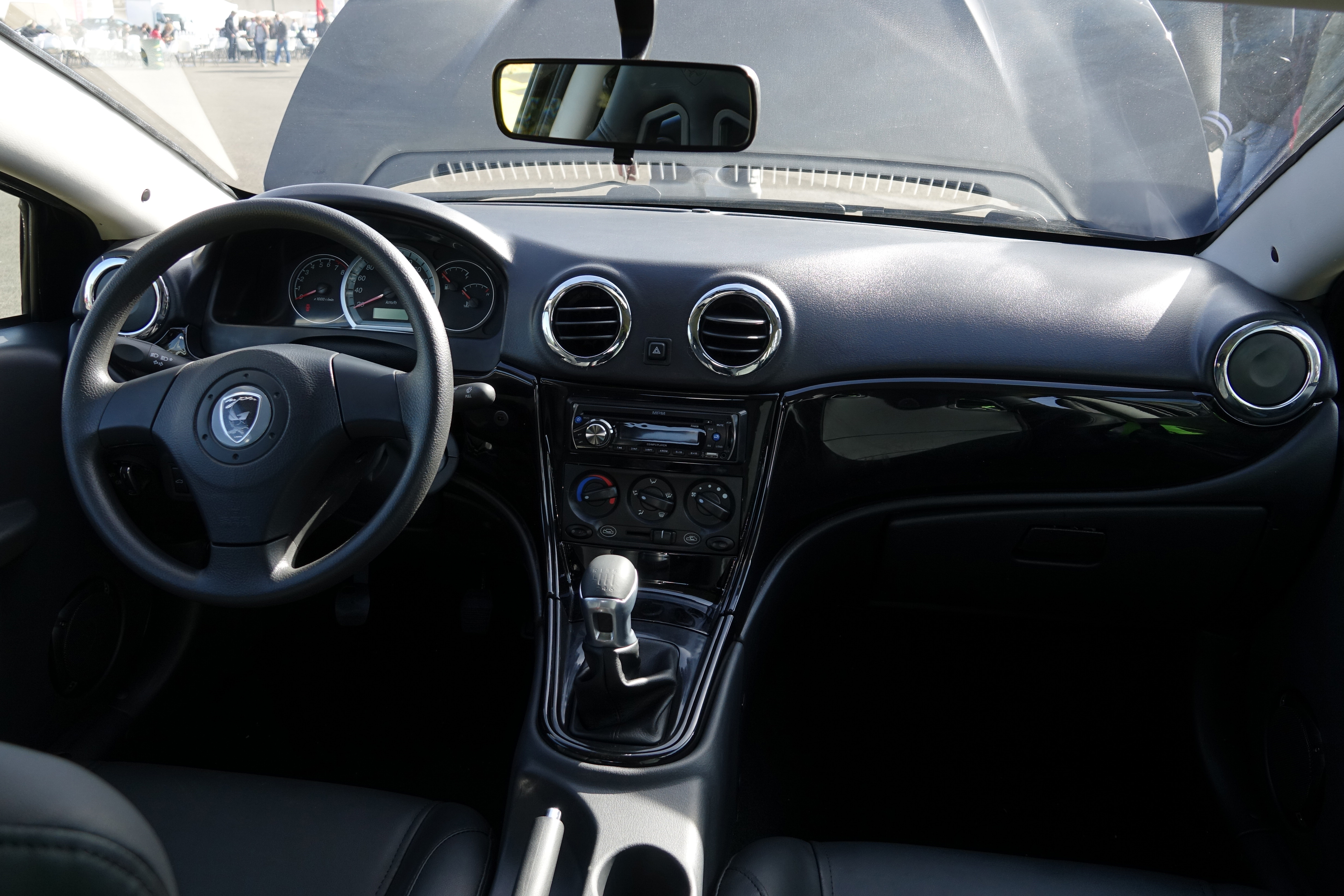
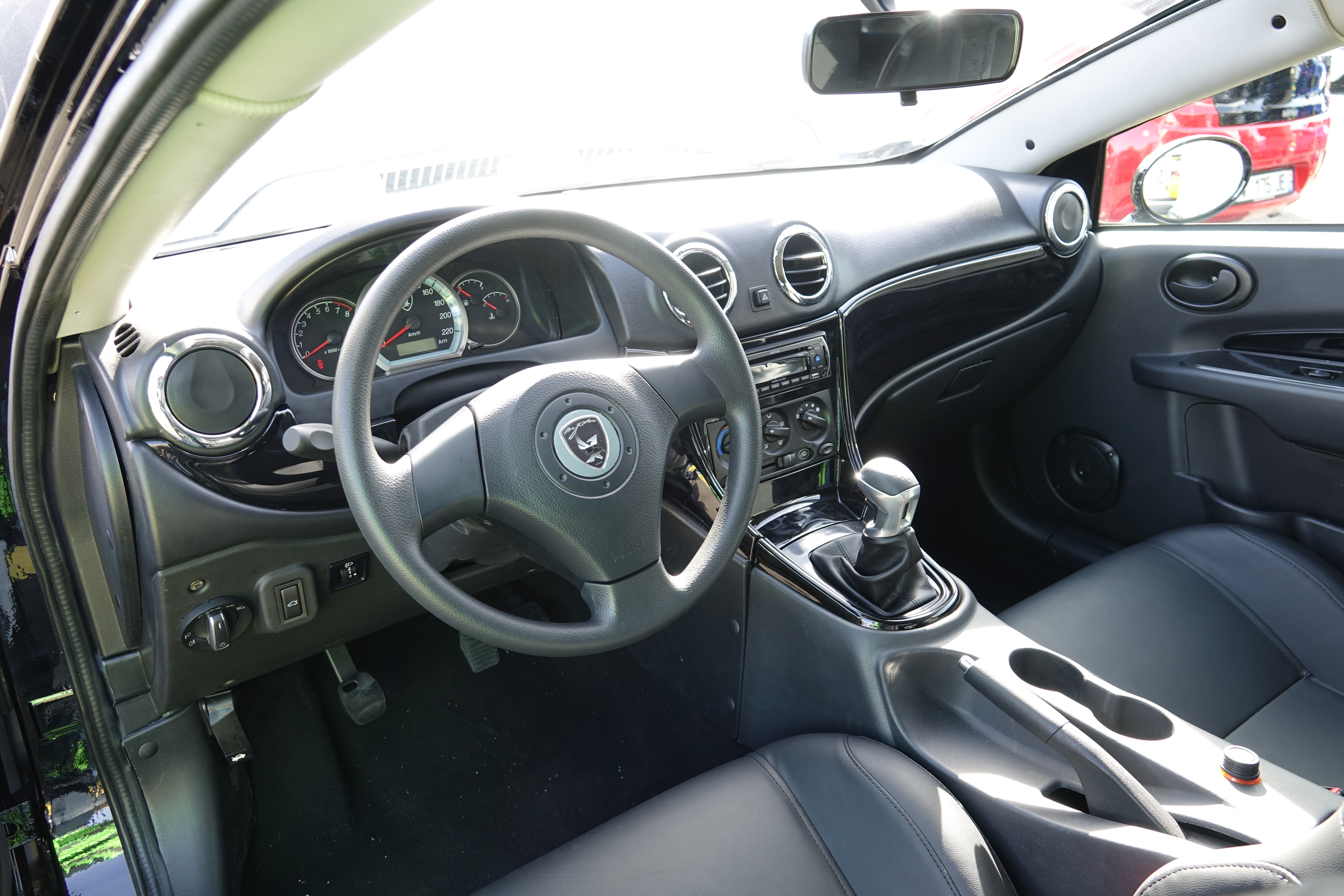
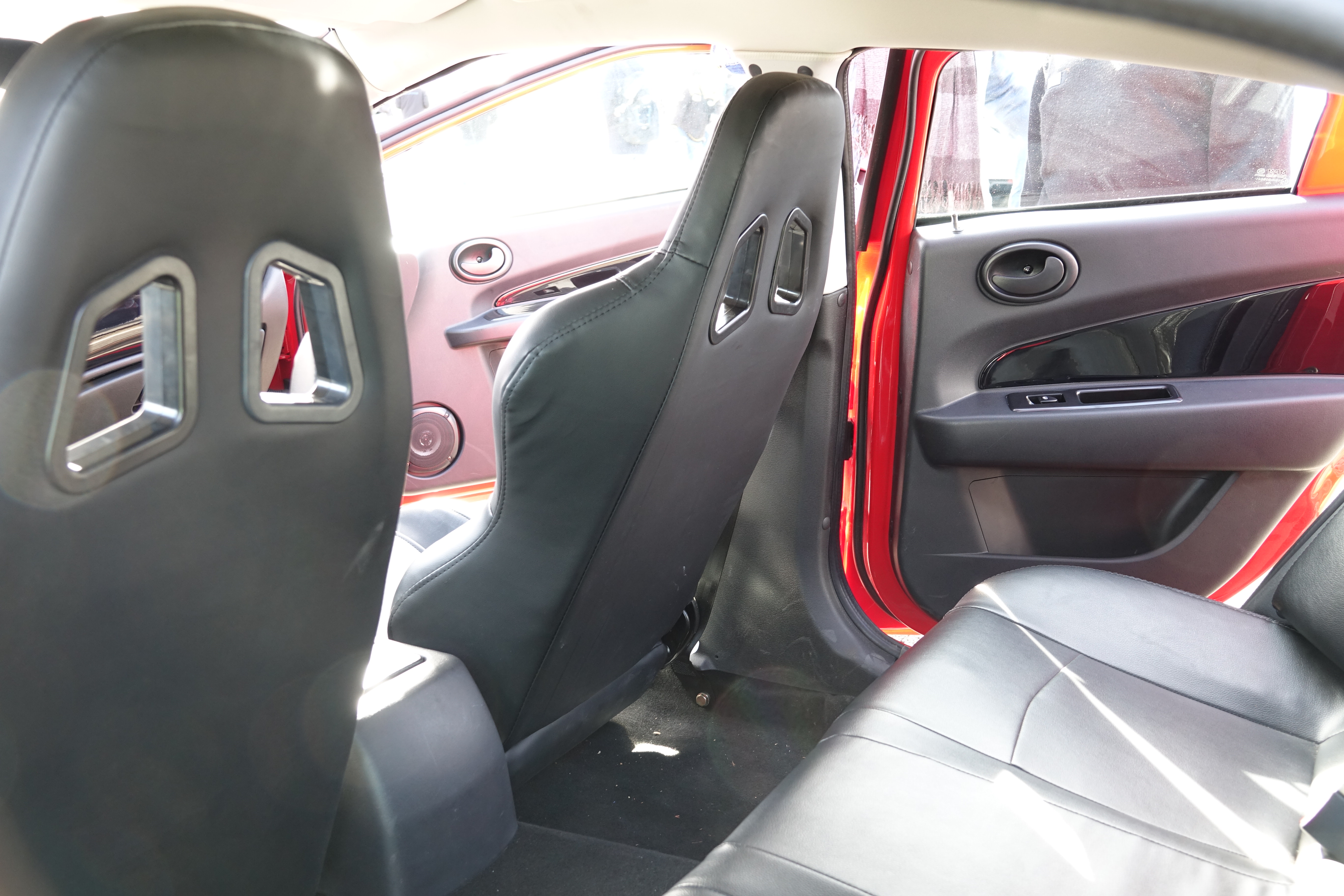